# Gare de Wembley Stadium
La gare de Wembley Stadium (en anglais : Wembley Stadium railway station), est une gare ferroviaire de la Chiltern Main Line (en), en zone 4 Travelcard. Elle  est située sur la Wembley Hill Road à Wembley, dans le borough londonien de Brent, sur le territoire du Grand Londres.
C'est une gare Network Rail desservie par des trains Chiltern Railways. Elle dessert notamment le stade de Wembley situé à 400 mètres.

## Situation ferroviaire
La gare de Wembley Stadium est établie sur la Chiltern Main Line (en) entre les gares de Sudbury & Harrow Road, en direction de Birmingham Snow Hill, et Marylebone, le terminus. Elle dispose de deux quais latéraux et des deux voies de la ligne, en amont et en aval des appareils de voie permettent d'accéder à des voies de garage.

Plans : de la ligne et du réseau des transports à Londres
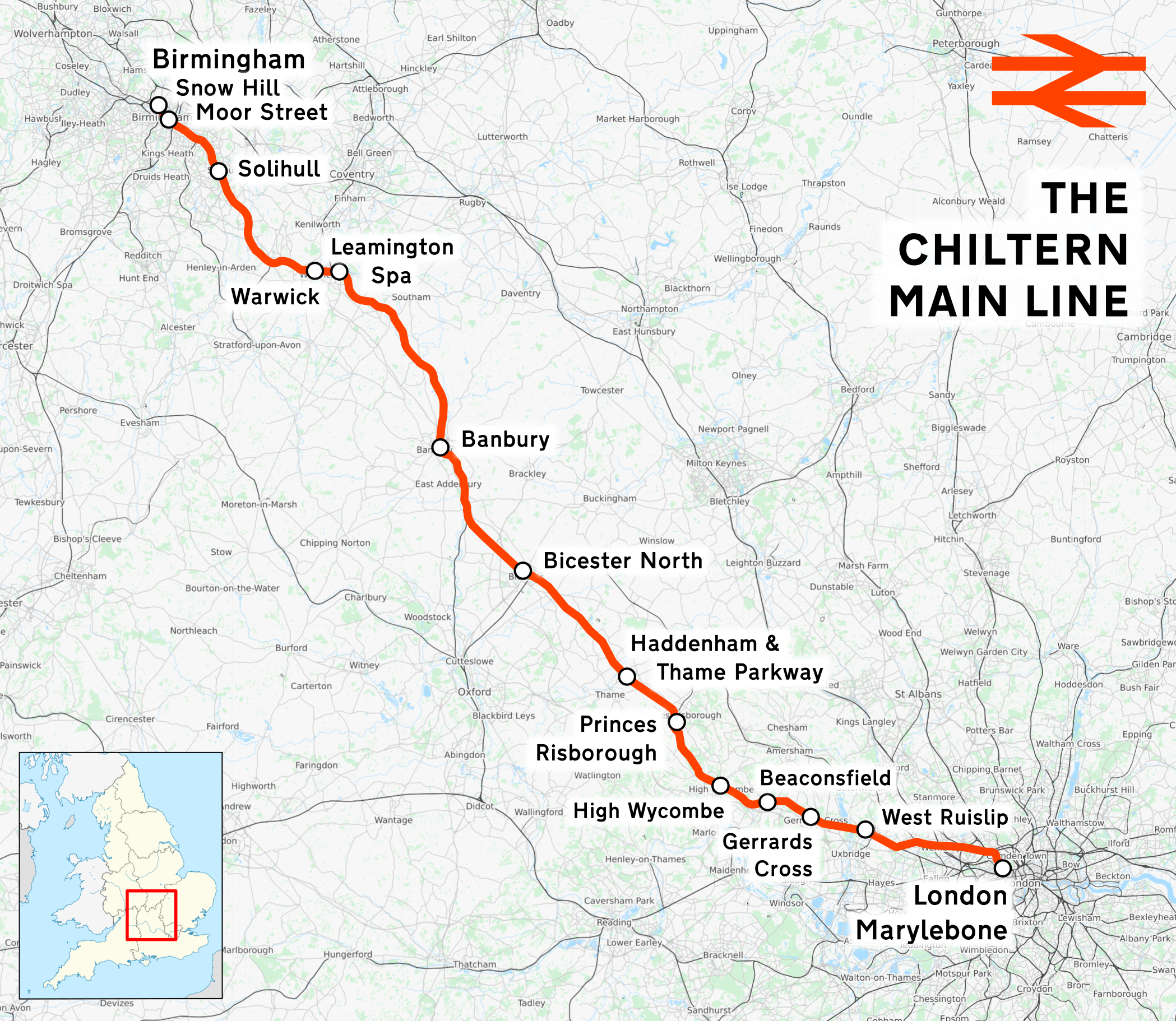
Chiltern Main Line.
Réseaux de Londres.

## Histoire

### Ancienne gare de Wembley Stadium (1928-1969)

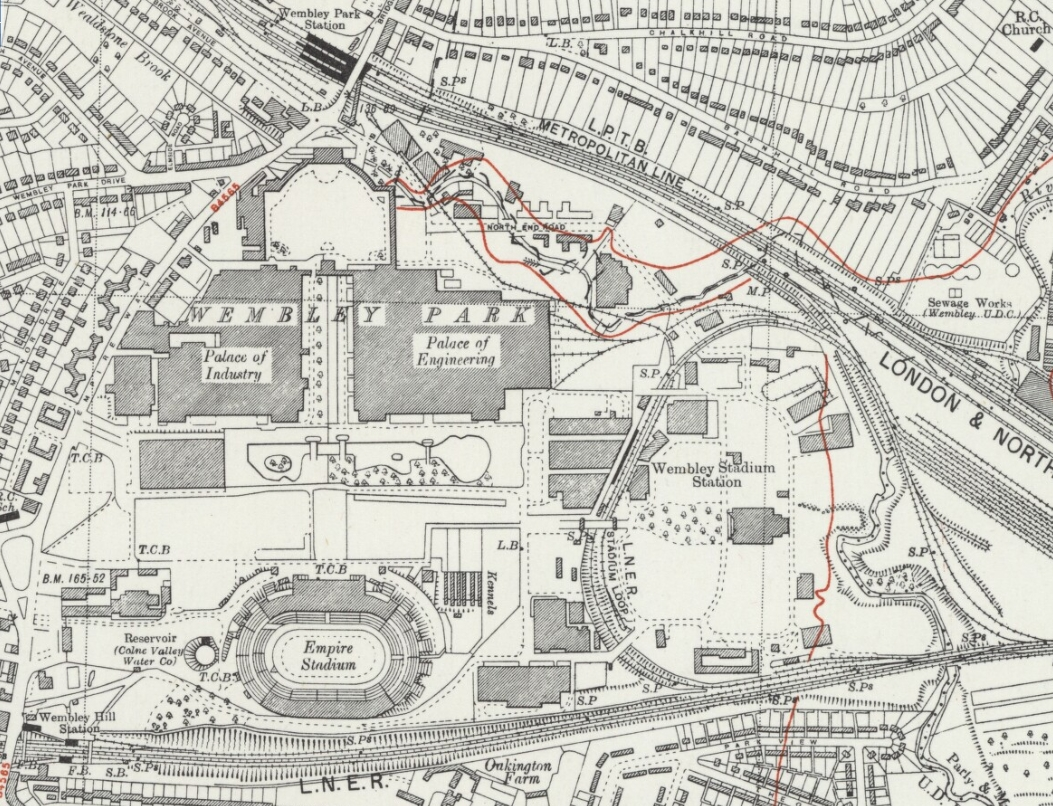
La gare de Wembley Stadium en 1938.

Située à environ 800 mètres à l'est-nord-est de la gare actuelle, une gare alors dénommée Wembley est mise en service en 1923, sur une antenne en boucle, pour desservir le parc d'exposition. Après avoir été plusieurs fois renommée, elle est dénommée Wembley Stadium en 1928. Utilisée pour la dernière fois lors de la final de la coupe entre Everton et West Bromwich Albion le 18 mai 1968, elle est officiellement fermée le 1er septembre 1969.

### Gare actuelle
La gare, alors dénommée Wembley Hill est mise en service le 1er mars 1906, par la Great Central Railway (en). Elle est renommée, Wembley Complex le 8 mai 1978, puis Wembley Stadium le 11 mai 1987.

## Service des voyageurs

### Accueil
La gare dispose d'une entrée principale sur la Wembley Hill Road à Wembley.

### Desserte
La gare de Wembley Stadium est desservie par des trains Chiltern Railways en provenance ou à destination des gares de : Aylesbury et Marylebone.

Installations et desserte
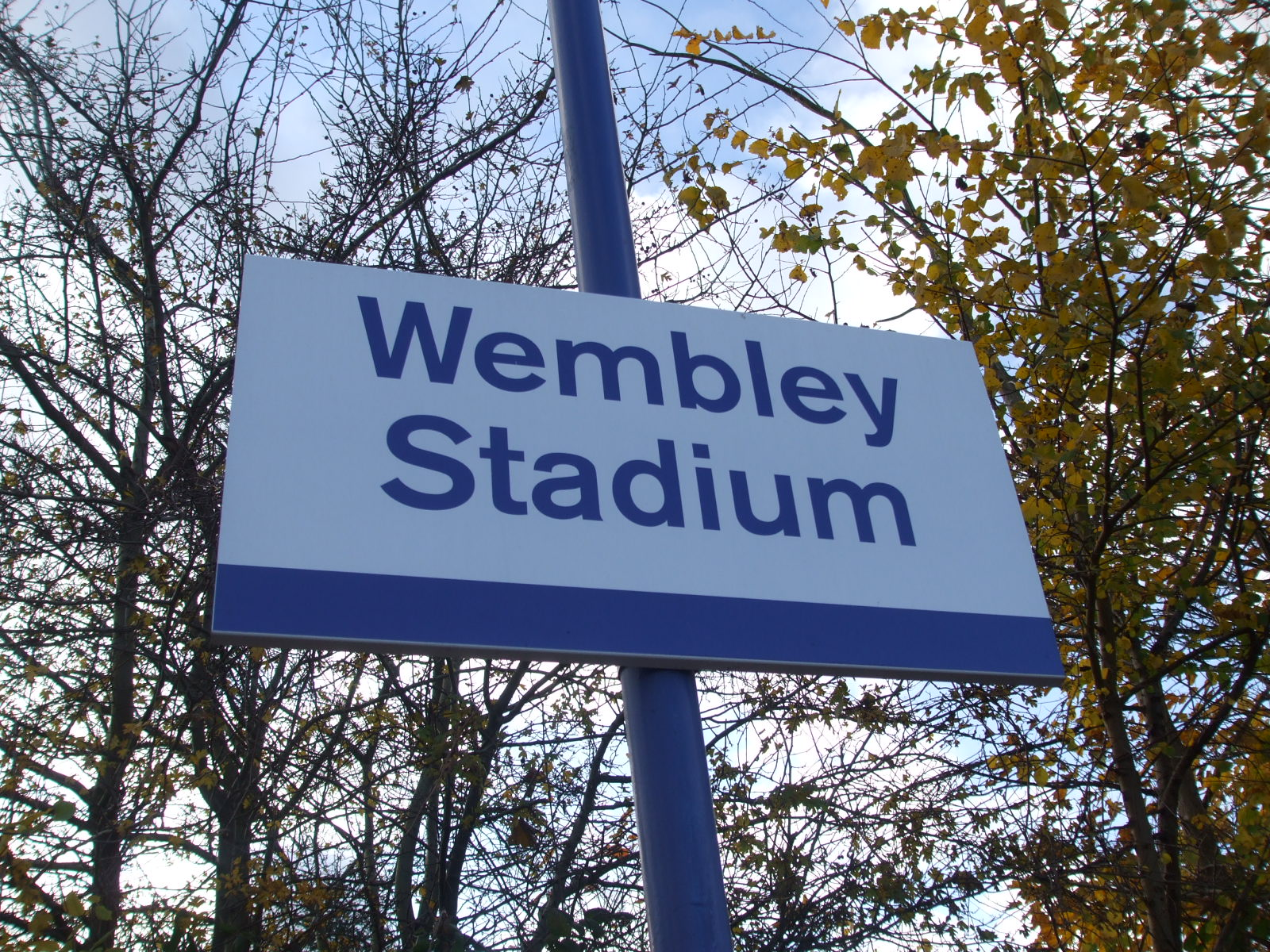
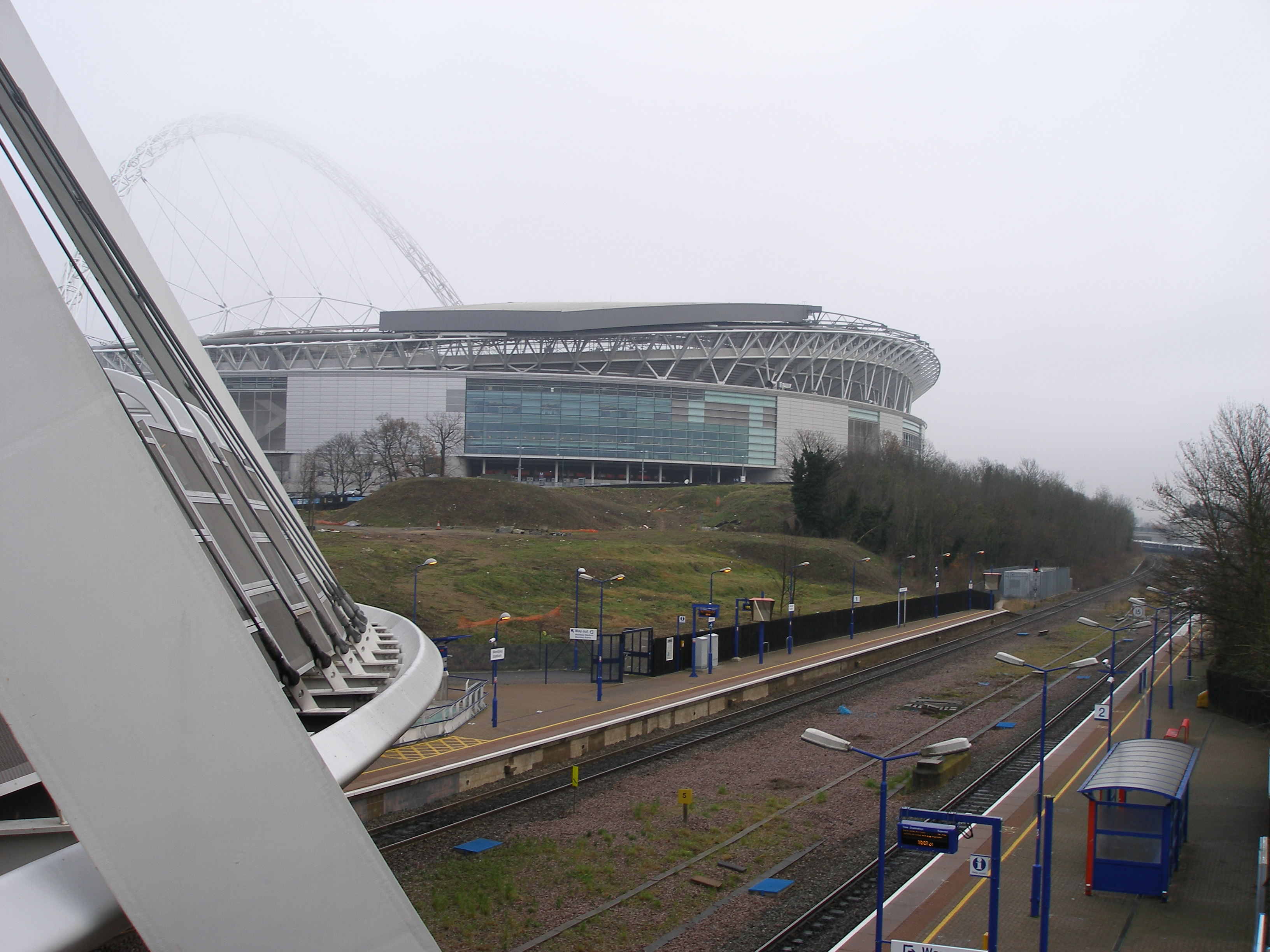
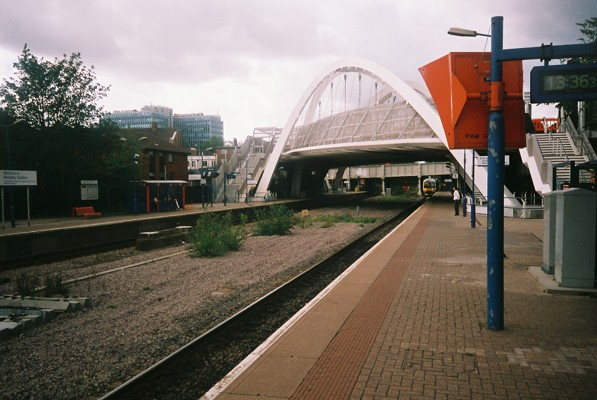
2006

### Intermodalité
La gare est desservie par des lignes des autobus de Londres : 18, 92, 182, 223, 440, 483 et N83.
Elle permet un accès rapide au stade de Wembley situé à 400 mètres à pied.